# Barriac-les-Bosquets

Barriac-les-Bosquets este o comună în departamentul Cantal, Franța. În 1 ianuarie 2022 avea o populație de 138 de locuitori.